# Konfesja westminsterska
Westminsterskie Wyznanie Wiary – jedno z najważniejszych protestanckich wyznań wiary, powstałe w Londynie w 1646. Dotyka ono podstaw wiary chrześcijańskiej. Powstało z inicjatywy angielskich purytan, dominujących w Anglii w czasach rządów Olivera Cromwella.
Składa się z trzydziestu trzech rozdziałów:
- ROZDZIAŁ I - Pismo Święte
- ROZDZIAŁ II - Bóg i Trójca Święta
- ROZDZIAŁ III - Odwieczne Boże postanowienie
- ROZDZIAŁ IV - Stworzenie
- ROZDZIAŁ V - Boża Opatrzność
- ROZDZIAŁ VI - Upadek człowieka: grzech i kara
- ROZDZIAŁ VII - Boże przymierze
- ROZDZIAŁ VII - Chrystus – pośrednik
- ROZDZIAŁ IX - Wolna wola
- ROZDZIAŁ X - Skuteczne powołanie
- ROZDZIAŁ XI - Usprawiedliwienie
- ROZDZIAŁ XII - Usynowienie
- ROZDZIAŁ XIII - Uświęcenie
- ROZDZIAŁ XIV - Wiara zbawiająca
- ROZDZIAŁ XV - Upamiętanie
- ROZDZIAŁ XVI - Dobre uczynki
- ROZDZIAŁ XVII - Wytrwanie Świętych
- ROZDZIAŁ XVIII - Pewność łaski i zbawienia
- ROZDZIAŁ XIX - Prawo Boże
- ROZDZIAŁ XX - Wolność chrześcijańska i wolność sumienia
- ROZDZIAŁ XXI - Nabożeństwo i dzień Pański
- ROZDZIAŁ XXII - Przysięgi i ślubowania zgodnie z Bożym Prawem
- ROZDZIAŁ XXIII - Władze państwowe
- ROZDZIAŁ XXIV - Małżeństwo
- ROZDZIAŁ XXV - Kościół
- ROZDZIAŁ XXVI - Społeczność Świętych
- ROZDZIAŁ XXVII - Sakramenty
- ROZDZIAŁ XXVIII - Chrzest
- ROZDZIAŁ XXIX - O Wieczerzy Pańskiej
- ROZDZIAŁ XXX - Kary kościelne
- ROZDZIAŁ XXXI - Synody i sobory
- ROZDZIAŁ XXXII - Stan człowieka po śmierci i zmartwychwstanie umarłych
- ROZDZIAŁ XXXIII - O sądzie ostatecznym